# Билер, Людвиг
Лю́двиг Би́лер (Ludwig Bieler; 20 октября 1906, Вена — 2 мая 1981) — ирландский учёный австрийского происхождения. Доктор философии, профессор.
Член Ирландской королевской академии (1947), членкор Британской академии (1971).
Учился в университетах Вены, Тюбингена и Мюнхена. Степень доктора summa cum laude получил в 1929 году.
С 1936 года приват-доцент классики Венского университета.
В 1938 году бежал из нацистской Германии.
Преподавал в Национальном университете Ирландии.
Почётный доктор словесности Тринити-колледжа Дублина (1970). Также получил почётные докторские степени университетов Мюнхена (1972) и Глазго (1975).
В 1939 году женился на еврейке, сын и дочь.